# Ruggero Pasquarelli
Ruggero Pasquarelli (10 september 1993) is een Italiaanse acteur, zanger, danser en presentator.

## Carrière
Pasquarelli nam in 2010 deel aan het vierde seizoen van de Italiaanse versie van X Factor. Hij werd zesde.

### Disney Channel
Daarna speelde hij Tom in de serie In Tour, die uitgezonden werd op Disney Channel Italië.
Sinds 2012 vertolkt hij in Violetta, een Argentijnse serie uitgezonden op Disney Channel, de rol van Federico Paccini als terugkerend personage in de eerste twee seizoenen. Hij werd een vast personage in het derde seizoen. Hij ging ook op Europese tournee met de cast van Violetta.
Pasquarelli speelde vanaf 2016 een van de hoofdrollen, Matteo Balsano, in de Argentijnse telenovela Soy Luna. Met Soy Luna ging hij 4 maanden op tournee door Europa en twee keer door Latijns-Amerika.
Hij schrijft zelf zijn eigen liedjes en voor Soy Luna hebben ze twee van zijn zelfgeschreven liedjes gebruikt in de serie voor zijn eigen personage Matteo. Dit zijn de liedjes:  Allá voy en Esta noche no paro.

### Boek
In 2014 bracht hij zijn boek Mi piace! Come conquistare un ragazzo (come me) uit in het Italiaans en het Spaans.

### YouTube
Hij en zijn ex-vriendin (2014-2020), Candelaria Molfese, hebben een YouTube-kanaal genaamd "Ruggelaria". In april 2017 creëerde hij zijn eigen YouTube-kanaal waar hij regelmatig covers doet en later normaal zijn eigen liedjes.

### Muziek
Op 20 juni 2019 kwam zijn eerste single 'Probablemente' uit. Deze werd opgenomen in Madrid. De bijhorende videoclip werd gefilmd in Mexico samen met de actrice Danna Paola.
Op 13 maart 2020 tekende hij een platencontract bij Sony Music Argentinië. Zijn eerst album kwam uit op 29 april 2021

## Privéleven
Hij werd geboren in Città Sant'Angelo, Pescara, hoewel zijn ouders allebei afkomstig zijn uit Napoli. Hij heeft een broer die 10 jaar jonger is dan hem. Momenteel woont hij in Buenos Aires.
Hij deelde zijn leven van 2014 tot 2020 met Candelaria Molfesse, die hij ontmoette op de set van Violetta.
Tijdens het filmen van Soy Luna doken geruchten over romantiek op tussen Ruggero en Karol Sevilla, zijn co-ster van Soy Luna. Een meer dan fictieve relatie tussen de twee hoofdpersonages van Soy Luna. Maar Ruggero heeft de feiten altijd ontkend. Hij zou Karol echter hebben beloofd afscheid te nemen van Candelaria om bij haar te zijn, wat hij nooit heeft gedaan. Tegenwoordig praten Karol en Ruggero niet meer met elkaar, maar veel fans hopen de medeplichtigheid van deze twee acteurs te vinden, vriendelijk of misschien meer. Ruggero is momenteel vrijgezel en is 100% toegewijd aan zijn zangcarrière.

## Awards en nominaties
Hij heeft 6 awards gewonnen bij de Kids Choice Awards in Argentinië, Colombia en Mexico voor onder andere beste acteur en beste muzikale Youtuber.
| Jaar | Award                         | Categorie                   | Werk                                      | Resultaat   |  |
| ---- | ----------------------------- | --------------------------- | ----------------------------------------- | ----------- |  |
| 2015 | Kids' Choice Awards Argentina | Hottie                      | Violetta                                  | Gewonnen    |  |
| 2016 | Kids' Choice Awards Colombia  | Favoriete Acteur            | Soy Luna                                  | Gewonnen    |  |
| 2016 | Kids' Choice Awards Argentina | Favoriete Acteur            | Soy Luna                                  | Gewonnen    |  |
| 2016 | Kids' Choice Awards Argentina | Virale Moment               | Ruggelaria (samen met Candelaria Molfese) | Gewonnen    |  |
| 2017 | Kids' Choice Awards Colombia  | Favoriete Acteur            | Soy Luna                                  | Gewonnen    |  |
| 2017 | Tú Awards                     | #El chico sexy              | Soy Luna                                  | Genomineerd |  |
| 2017 | Tú Awards                     | #La parejita más cute       | Ruggero Pasquarelli & Candelaria Molfese  | Genomineerd |  |
| 2018 | Kids' Choice Awards Mexico    | Favoriete Muzikale Youtuber | Zichzelf                                  | Gewonnen    |  |
| 2018 | Kids' Choice Awards Mexico    | Favoriete Ship              | Soy Luna (samen met Karol Sevilla)        | Gewonnen    |  |
| 2019 | Kids' Choice Awards Mexico    | Chico Trendy                | Zichzelf                                  | Genomineerd |  |

- Bibliothèque nationale de France: cb16940037q (data)
- International Standard Name Identifier: 0000 0004 4474 1695
- MusicBrainz: 138b4f65-a072-461b-a2b5-53436fc177f4
- Istituto Centrale per il Catalogo Unico: TO1V001360
- Virtual International Authority File: 314785993